# Червоне Заріччя
Черво́не Зарі́ччя — село в Україні, в Бориспільському районі Київської області. Входить до складу Яготинської міської громади. Населення становить 219 осіб.

## Історія
Відсутнє на мапі Шуберта 1869 року.
На мапі 1941 - хутір Червоне-Заріччя, 42 двори.
| Україна | Це незавершена стаття з географії України. Ви можете допомогти проєкту, виправивши або дописавши її. |